# Cases de l'Onyar
Les cases de l'Onyar, també anomenades cases del Riu o cases penjades, són aquelles que tenen les façanes que donen al riu Onyar en el tram de la Rambla i carrer Argenteria del Barri Vell de Girona. En el seu conjunt, conformen una obra inclosa en l'Inventari del Patrimoni Arquitectònic de Catalunya.

## Descripció
Les façanes que donen al riu Onyar en el tram de la Rambla i Argenteria, ofereixen interès per l'espontaneïtat d'un creixement continuat dels edificis de la banda oest de la Rambla, construïts com a reedificacions de les antigues construccions sobre muralla, bàsicament realitzades durant el segle passat. El conjunt presenta diversitat de volums, la majoria construïts volant sobre el riu a manera de galeries. En ells hi predomina el buit sobre el ple i les obertures horitzontals, si bé les fusteries amb muntants cada 70 o 80 cm limiten aquella sensació d'horitzontalitat en la composició. Bàsicament són tancaments de fusta i vidre i persianes enrotllables. En general són cases de crugia estreta que no segueixen idèntica alineació i, per tant, mantenen una diversitat de volums i de forats considerable.
Una de les cases més destacades de l'Onyar és la Casa Masó, casa natal de l'arquitecte Rafael Masó i Valentí. Situada al número 29 de carrer Ballesteries de Girona, esdevé un símbol del desplegament del Noucentisme a Girona. Des del 2006 és la seu de la Fundació Rafael Masó. Per la façana de l'Onyar s'identifica pel seu color blanc, que destaca entre la resta.

## Història

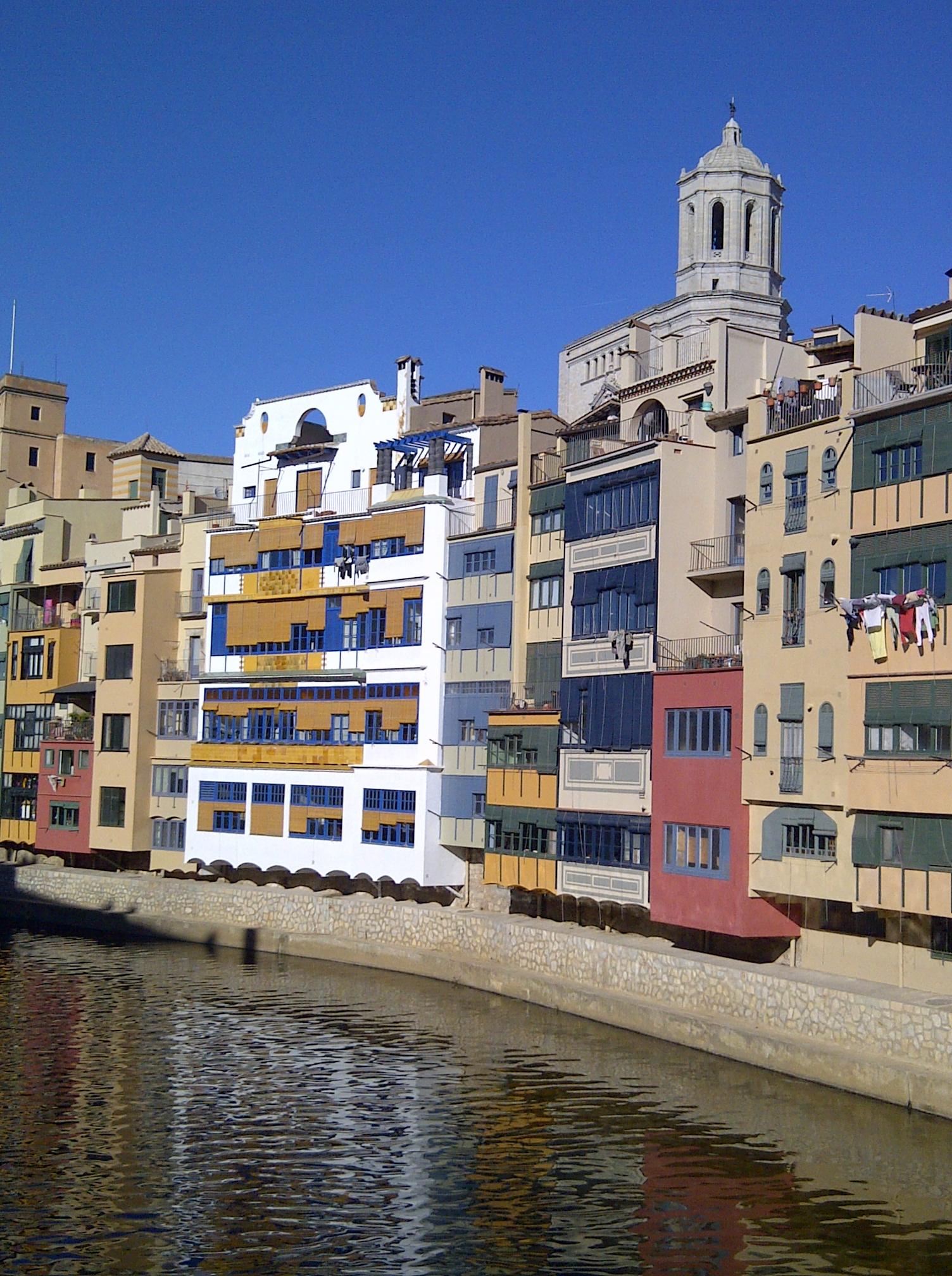
Casa Masó vista des del riu Onyar

Aquests edificis constitueixen una de les visions més tradicionals de la ciutat. Assentats originàriament damunt la muralla medieval de la ciutat, varen anar creixent en alçada i incorporant volades, sobretot des del segle xix, que donaren com a resultat un conjunt divers. Posteriorment s'havia degradat considerablement. Un primer projecte de rehabilitació es va fer el 1982 segons un projecte dels arquitectes Josep Fuses i Joan Maria Viader. Destaca la carta de colors, creada pels artistes Enric Ansesa i Jaume Faixó que va contribuir a fer-ne un dels atractius més coneguts de Girona. L'any 2010, les façanes de les cases del sector del Pont de Sant Agustí han estat objecte d'una operació de rehabilitació per part de la Generalitat de Catalunya, realitzant una intervenció sobre cobertes, façanes del riu i millorament dels serveis higiènics, modificant lleugerament el color original d'aquestes.

## Galeria d'imatges

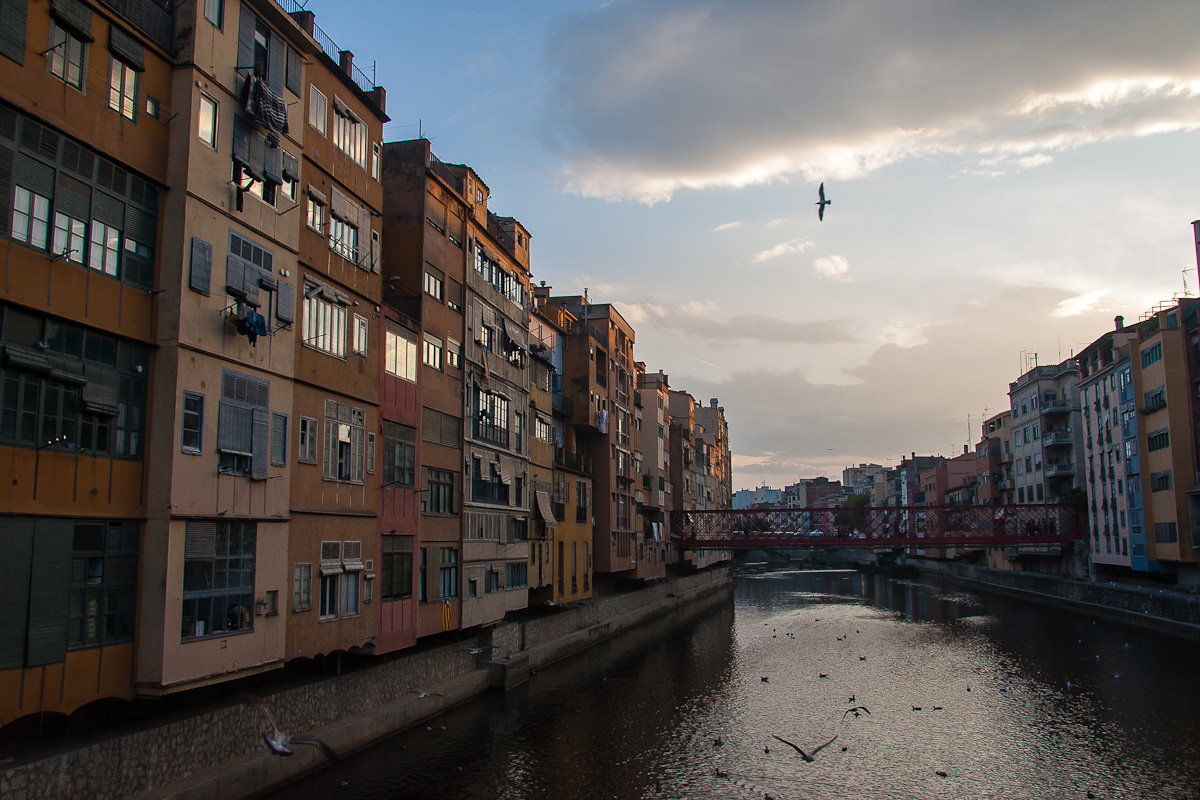
Vista general amb el Pont de Ferro
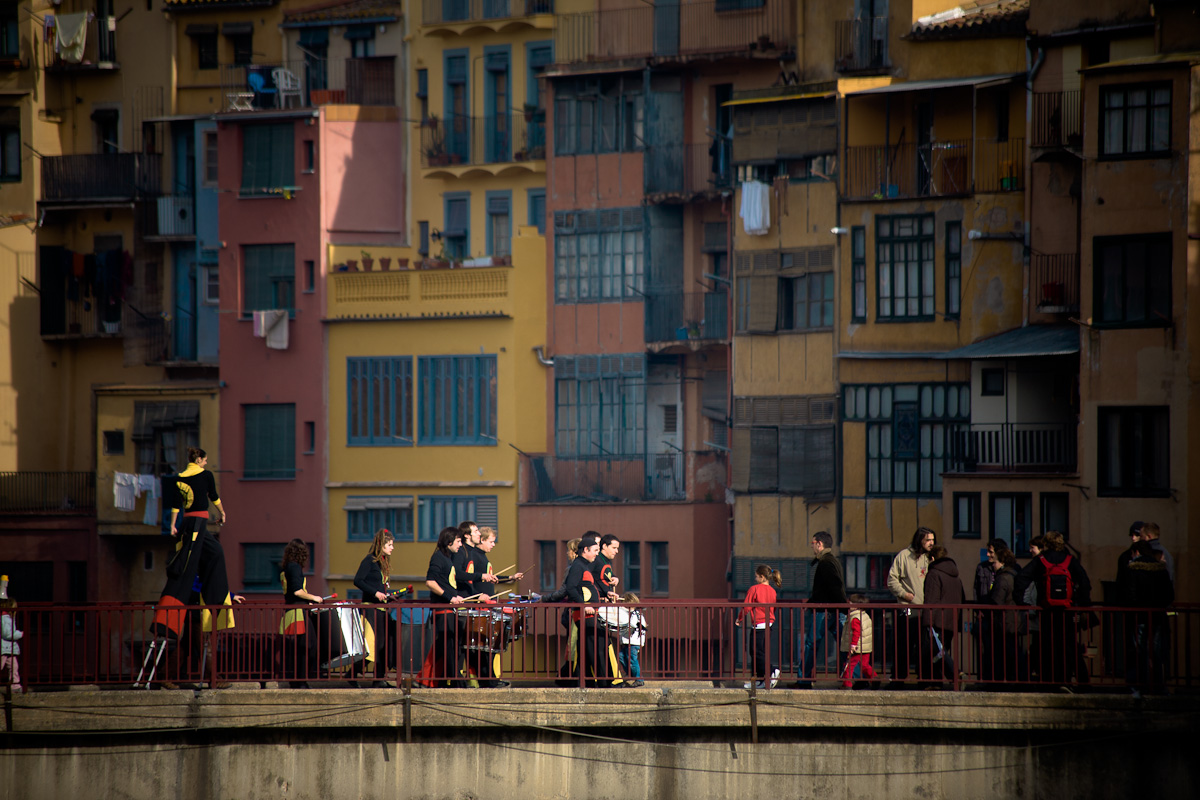
Vista detall amb Pont de Sant Agustí
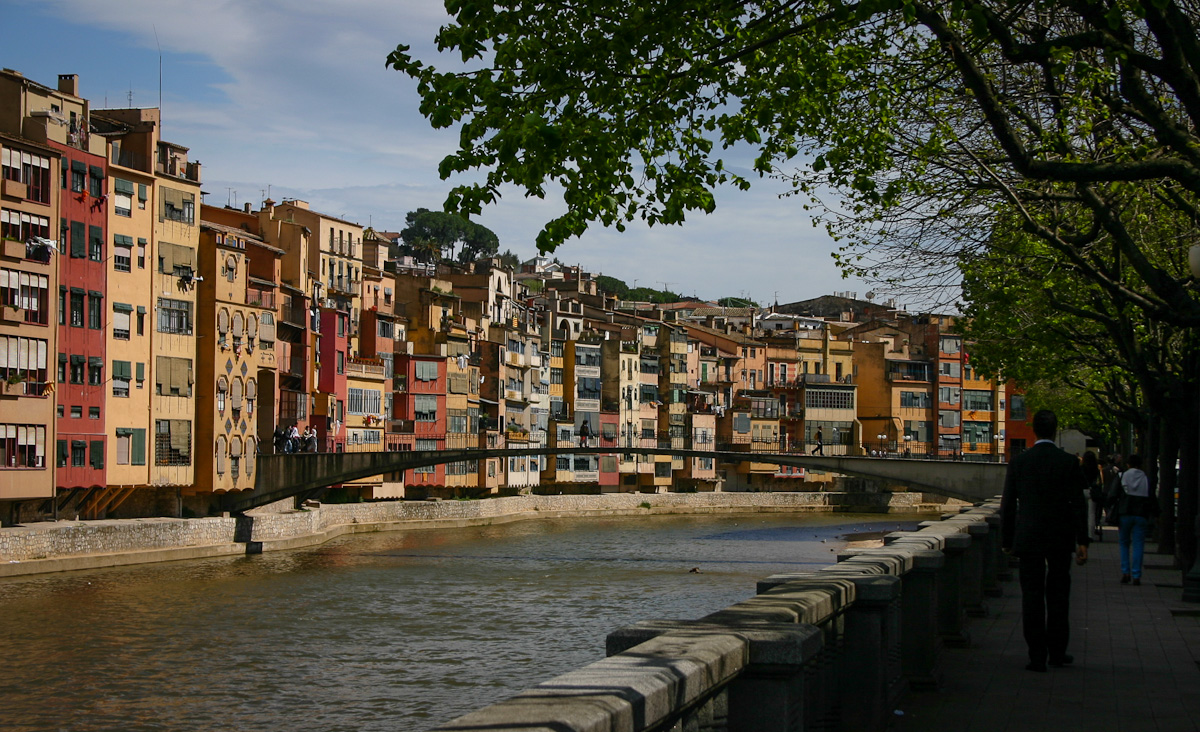
Vista general amb el Pont dels Desitjos
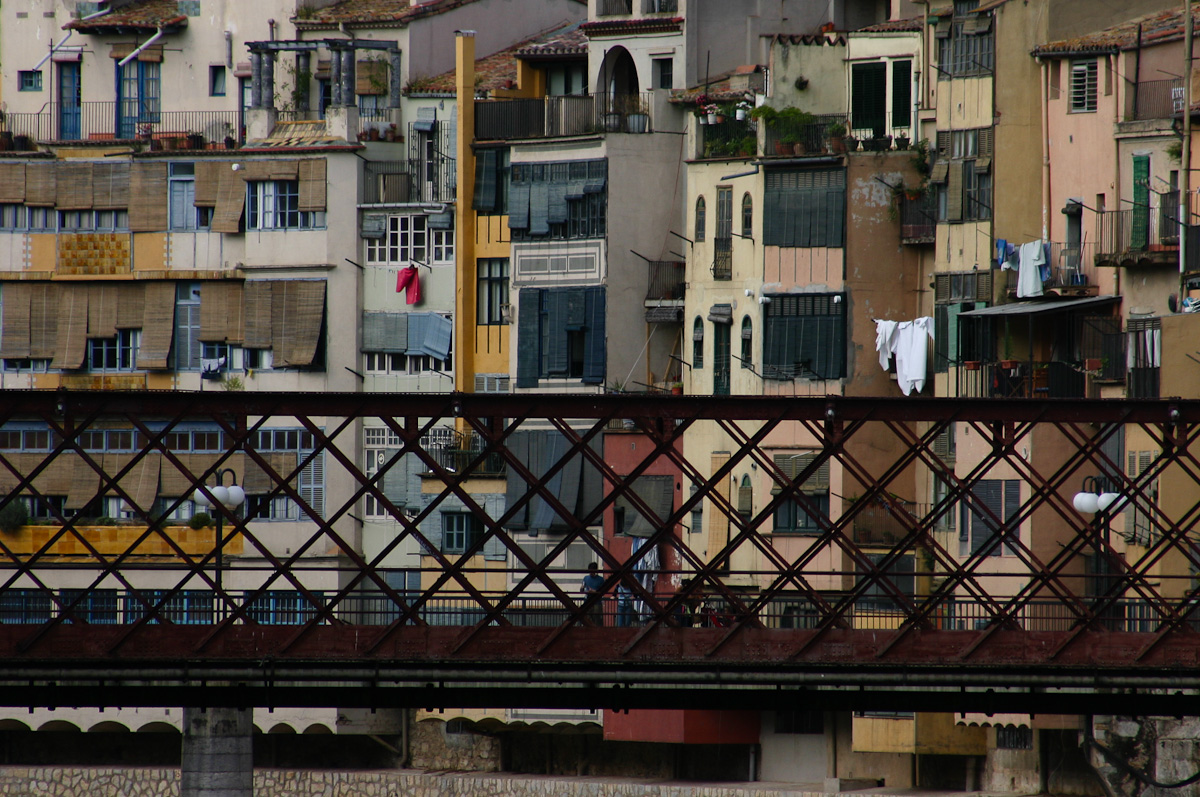
Vista amb el Pont de Ferro
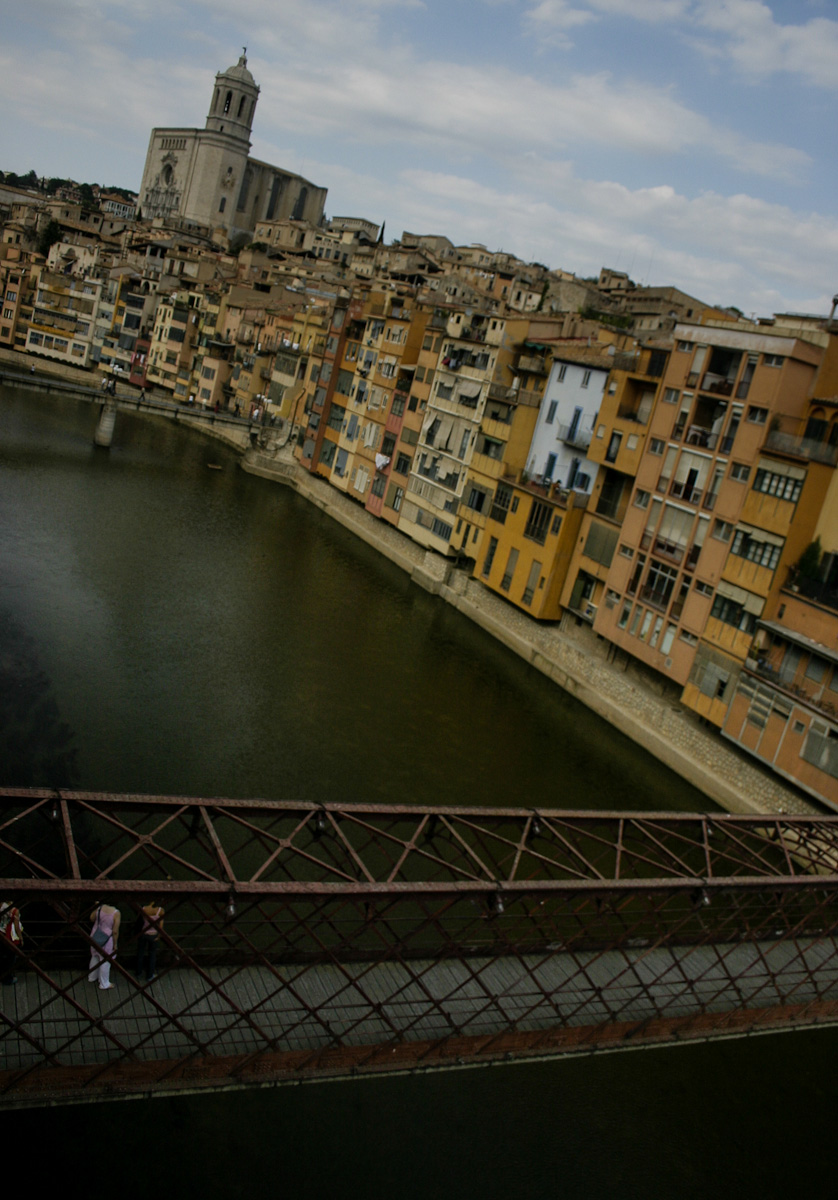
Vista general aèrea
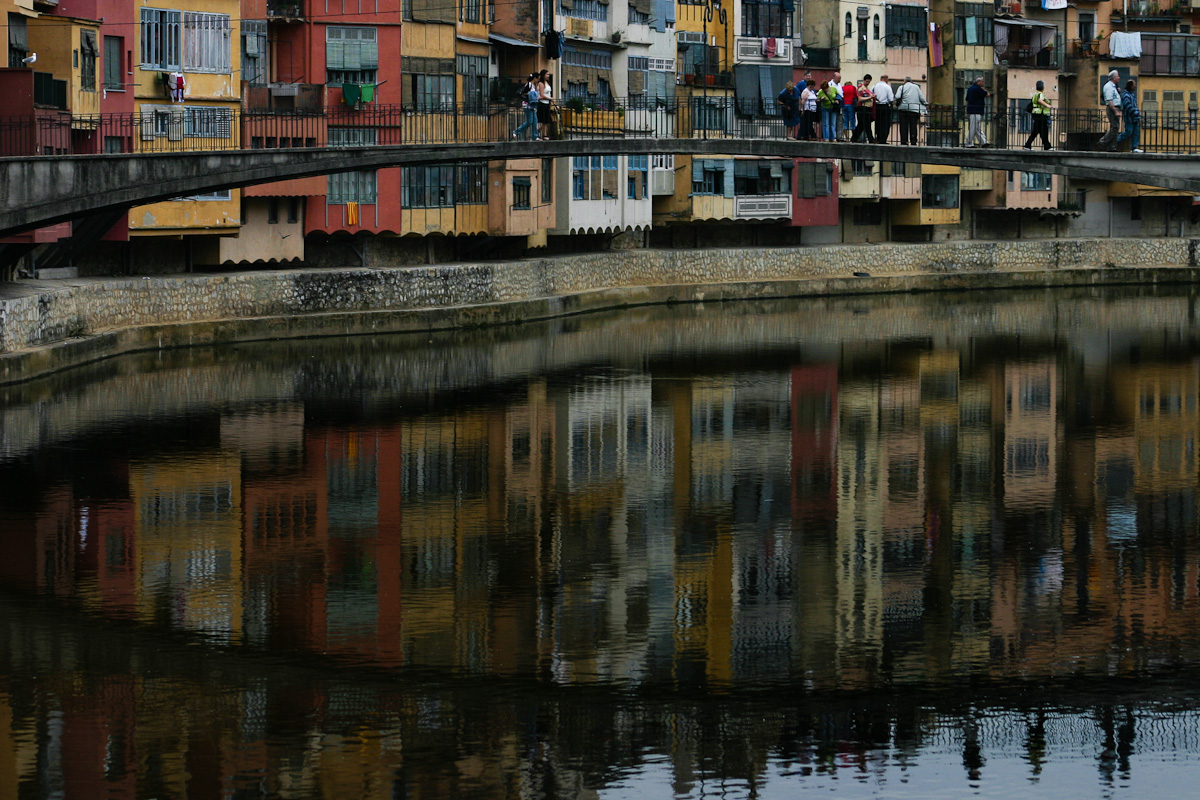
Detall dels volant i Pont dels Desitjos
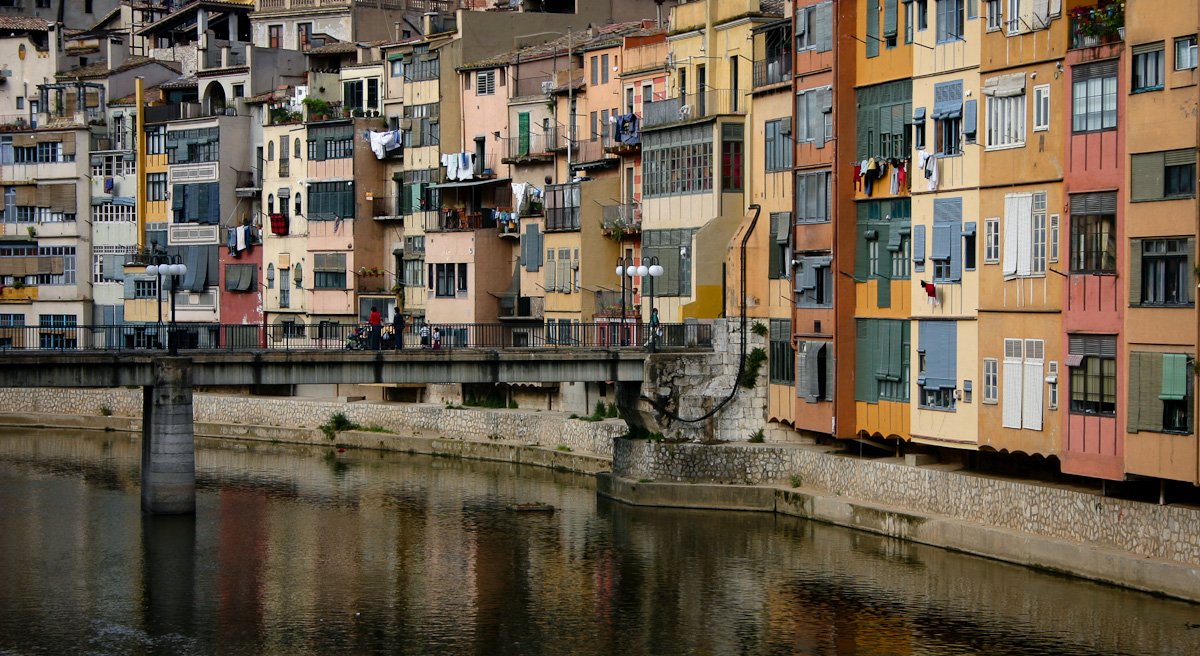
Vista amb el Pont se Sant Agustí
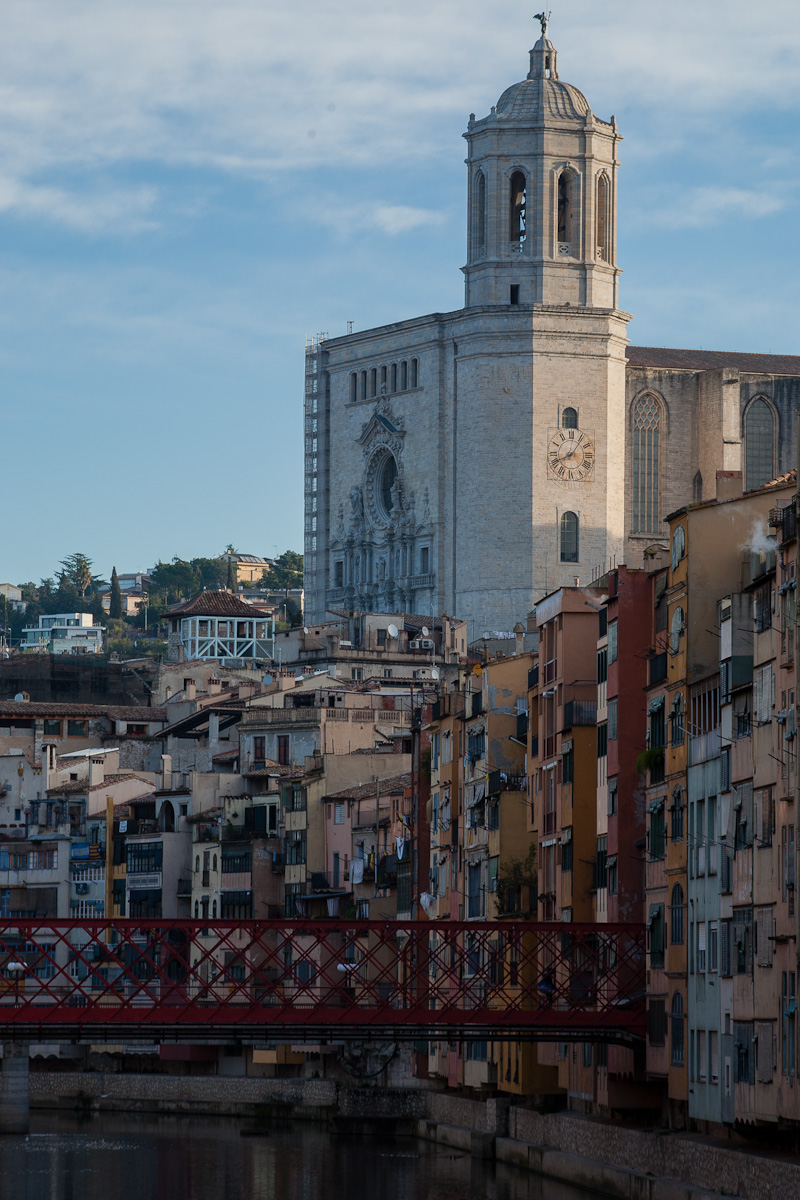
Vista general amb la Catedral
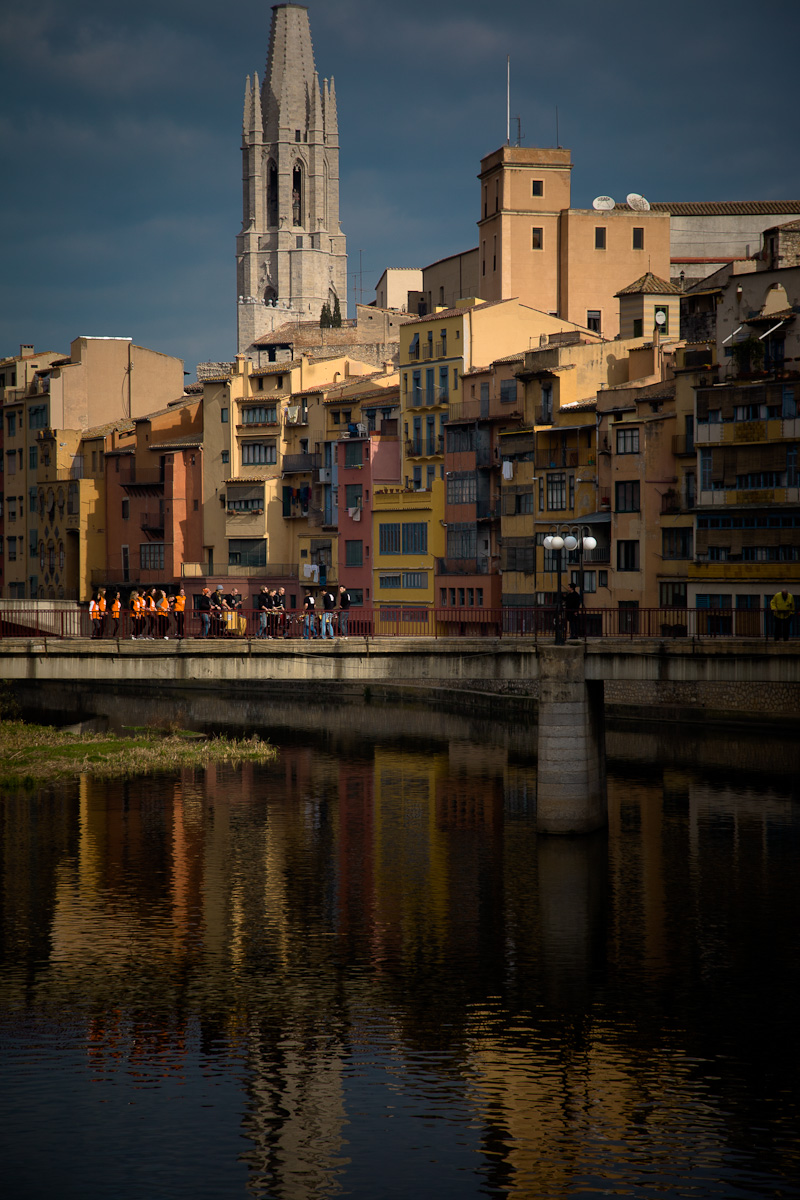
Vista general amb Sant Fèlix
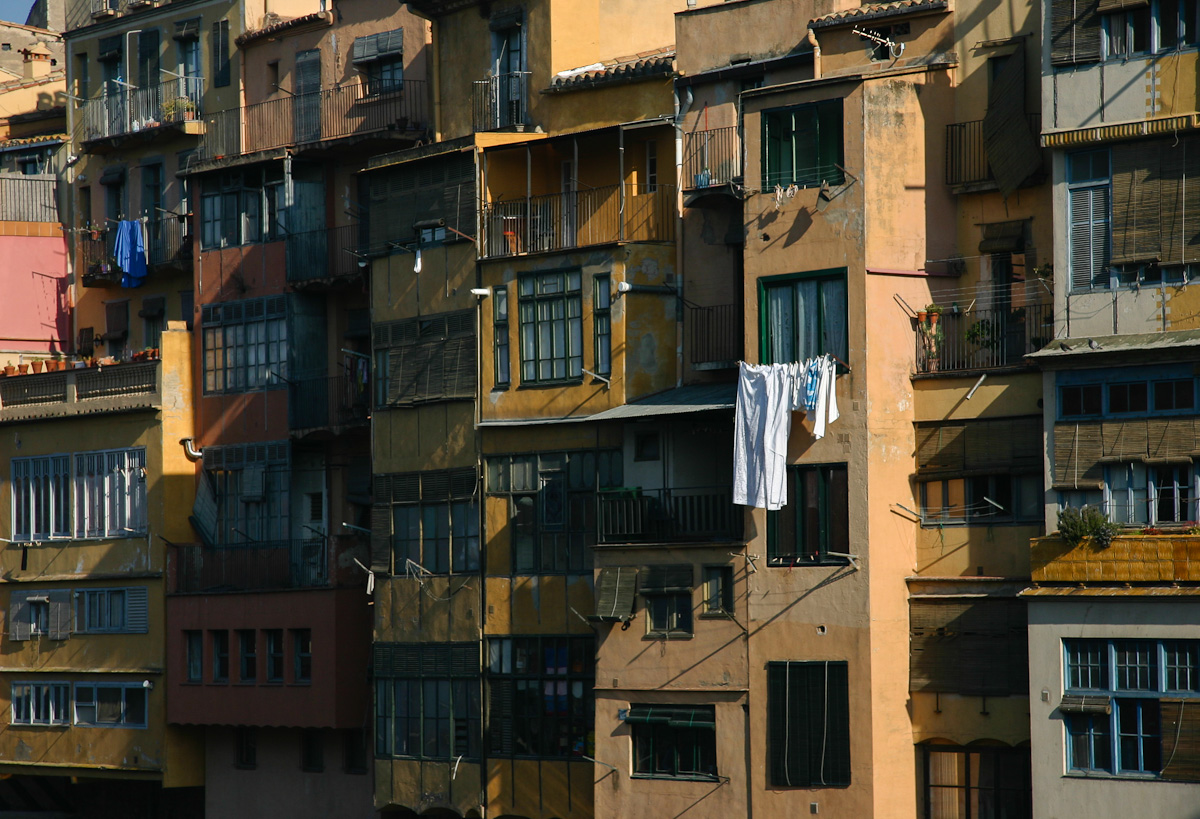
Detall de les façanes
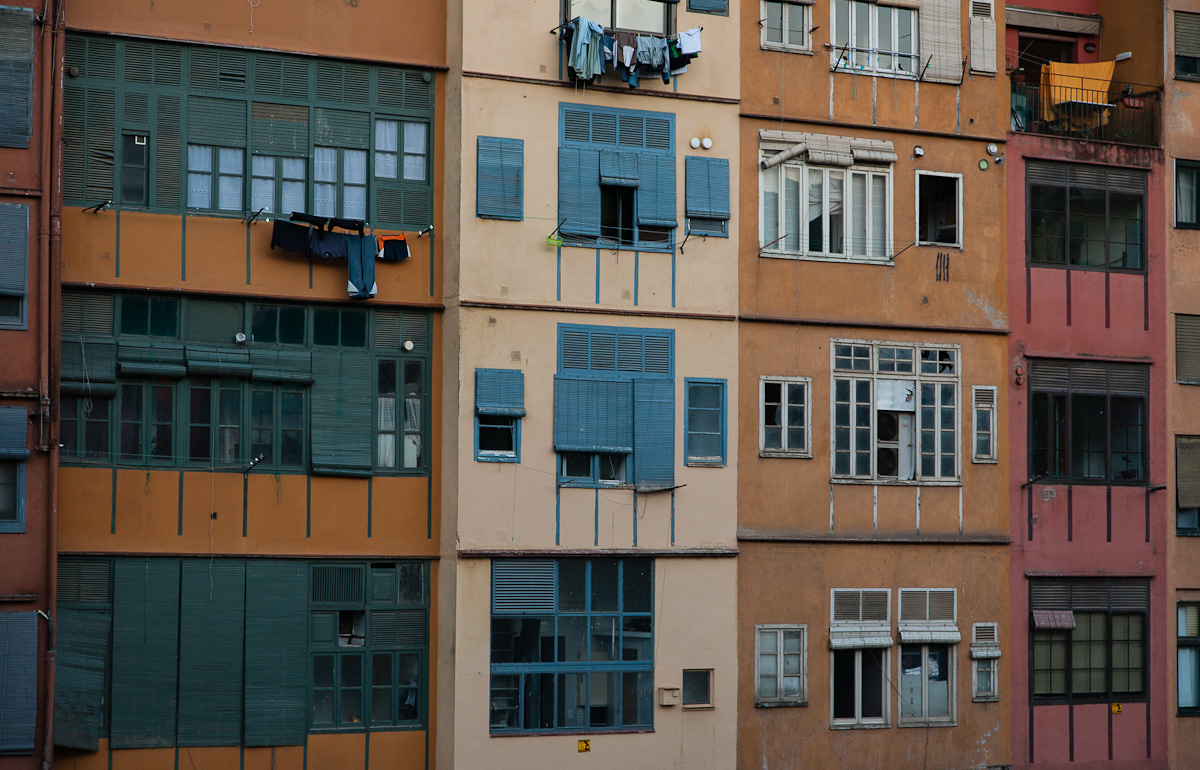
Detall de les façanes
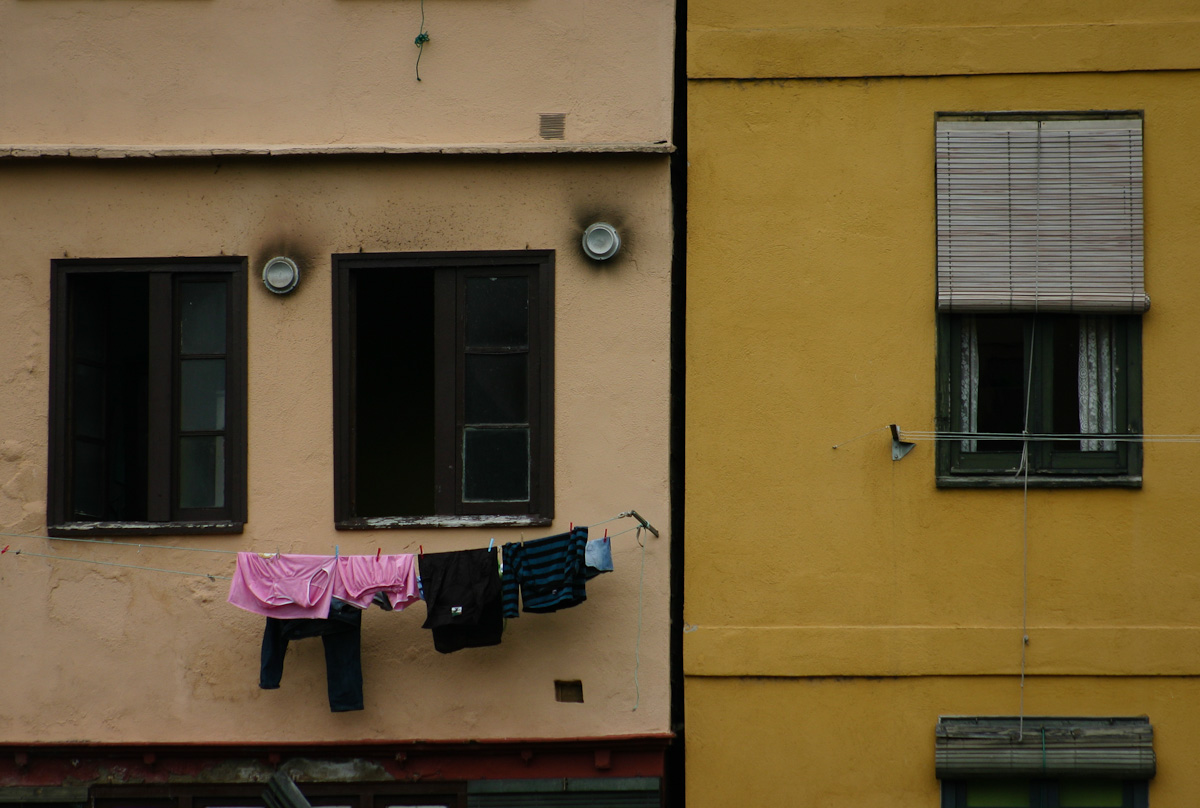
Detall de les façanes
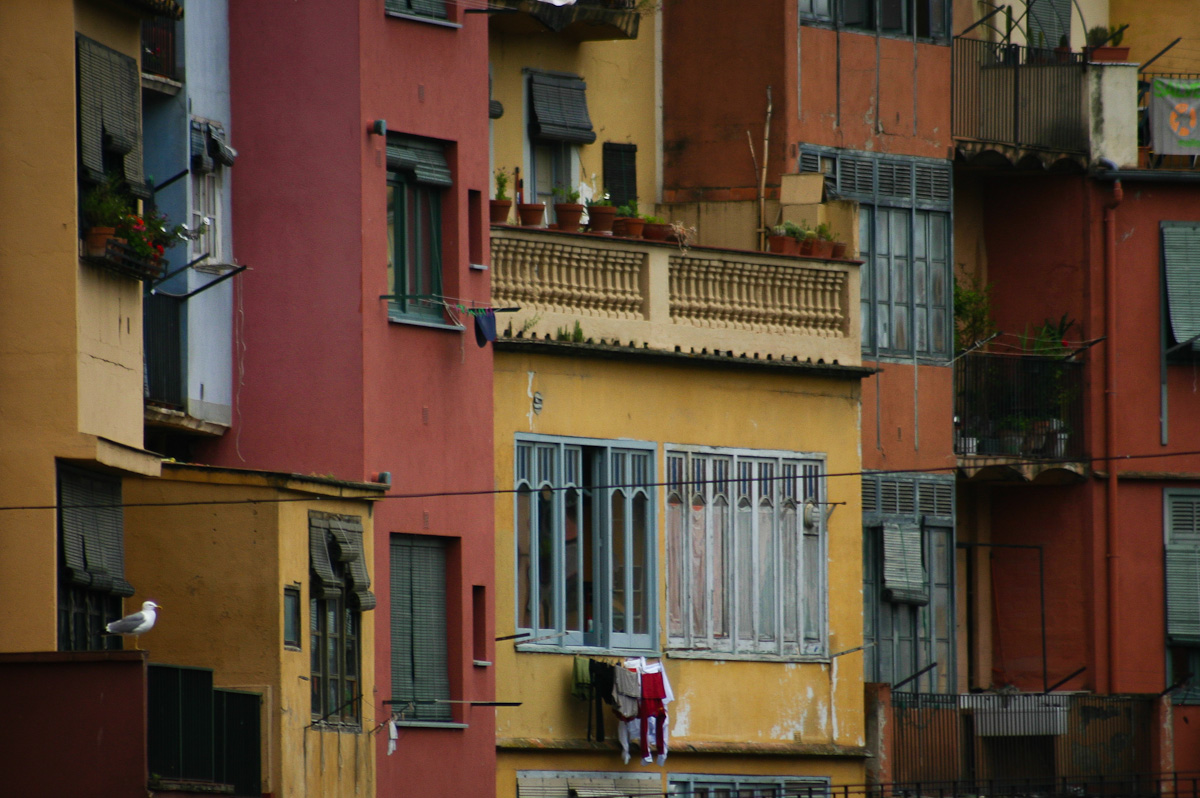
Detall de les façanes
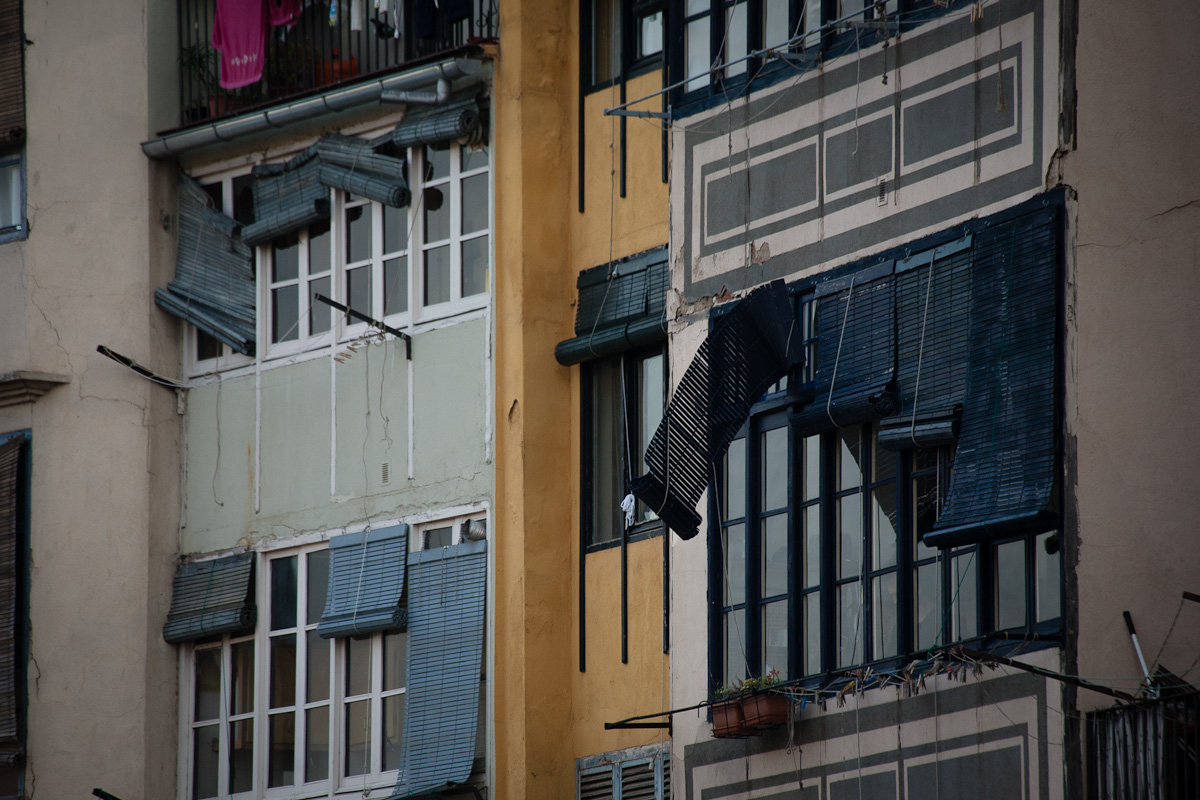
Detall de les façanes
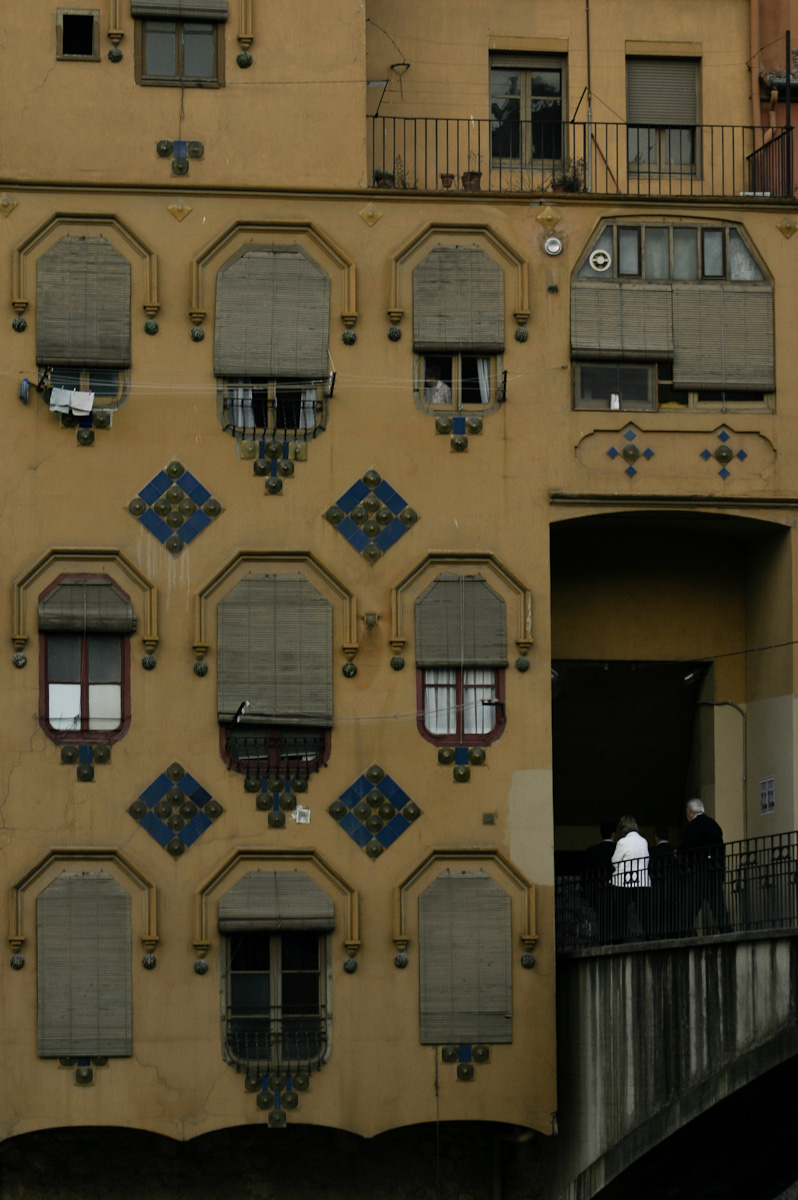
Detall de les façanes
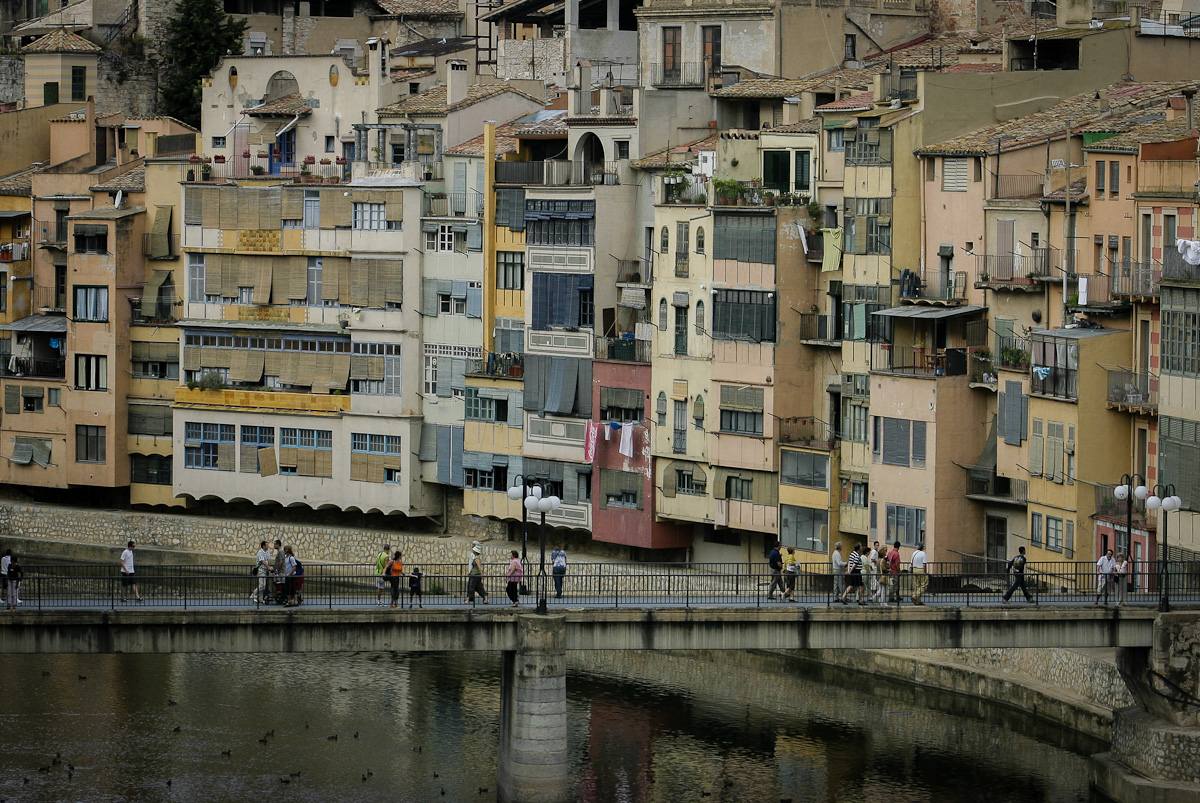
Vista general abans de la reahibilitació el 2010 del sector del Pont de Sant Agustí
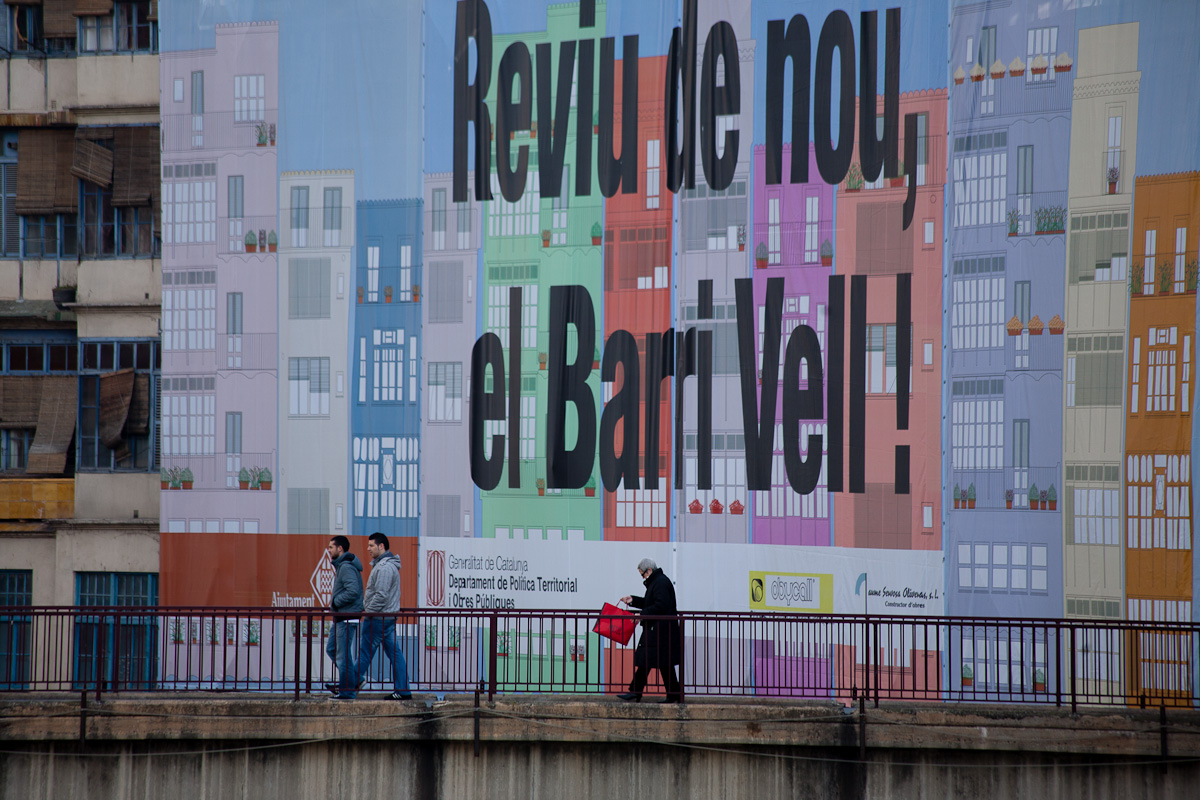
Vista general durant la reahibilitació el 2010 del sector del Pont de Sant Agustí
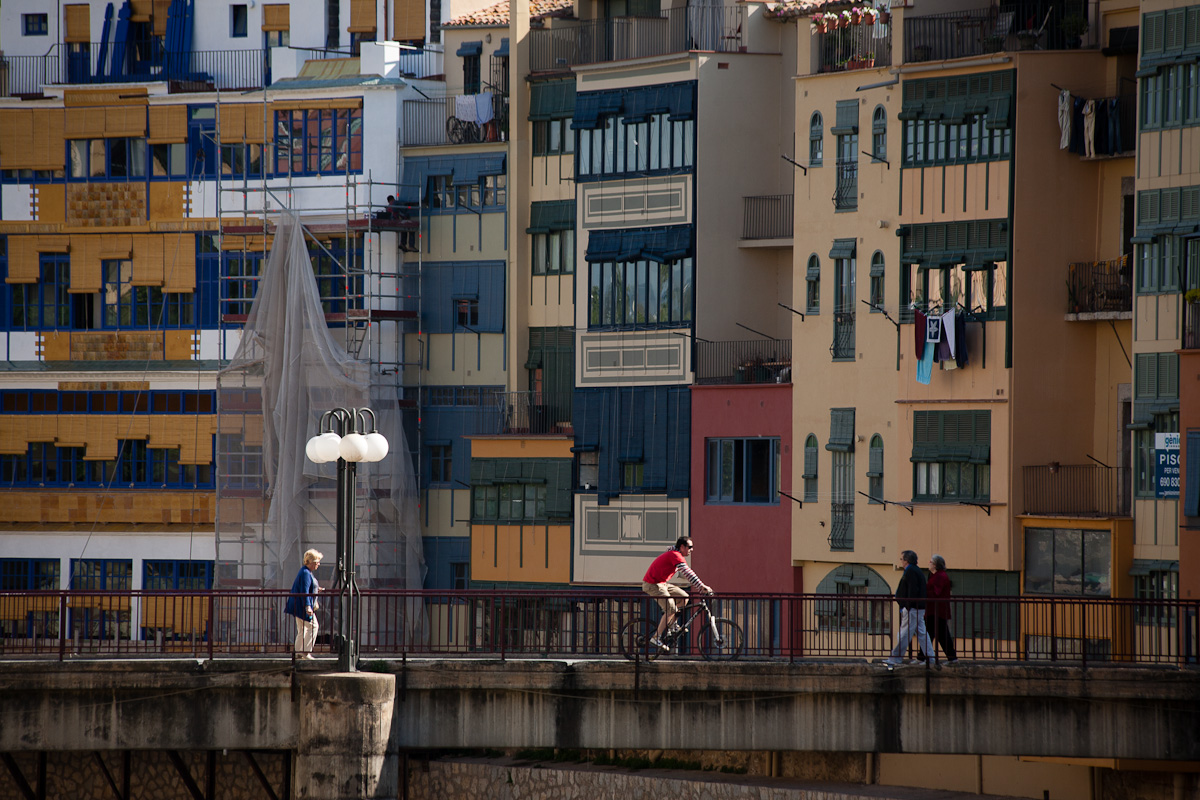
Vista general després de la reahibilitació el 2010 del sector del Pont de Sant Agustí